# Sidney Gilliat
Sidney Gilliat (15 de febrer de 1908 – 31 de maig de 1994) va ser un guionista, director i productor cinematogràfic de nacionalitat britànica.

## Biografia
Nascut a Stockport, Anglaterra, en 1927 va començar a escriure arguments i adaptacions en films clàssics com The Ghost Train (1931), Rome Express (1932) i Buldog Jack (1935), però la major part de la seva filmografia no destacava especialment.
Més endavant es va associar amb Frank Launder, formant un equip de guionistes d'èxit, escrivint entre tots dos gairebé quaranta pel·lícules. Entre les seves primeres col·laboracions figuren Seven Sinners (1936), The Lady Vanishes (1938, de Alfred Hitchcock), Night Train to Munich (1940, de Carol Reed, i The Young Mr Pitt (1942, també de Reed).
A partir de 1945 Sidney Gilliat i Frank Launder van fundar la seva pròpia companyia productora, Individual Pictures, realitzant una sèrie de films dramàtics i de suspens dignes d'interès, entre ells The Rake's Progress (1945), I See a Dark Stranger (1946) i Green for Danger (1946).
Mentre Frank Launder es dedicava al suspens i a la intriga, Gilliat va seguir una altra tendència, la dels films irònics, com per exemple The Green Man (1956) i Left Right and Centre (1959), que no van obtenir un gran èxit.
Gilliat també va escriure el llibret de l'opera de Malcolm Williamson Our Man in Havana, basada en la novel·la El nostre home a l'Havana, de Graham Greene. A més, també va treballar en l'adaptació cinematogràfica.
En 1961 va ser nomenat president dels Estudis de Shepperton.
Gilliat es va casar amb Beryl Brewer a principis de la dècada de 1930. Va tenir dues filles: Joanna Gilliat, periodista, i Caroline Gilliat, cantant de opera i professora, casada amb el periodista Anthony Cave Brown. Va tenir tres nets, Amanda Eliasch, Toby Brown i Camilla Horn. Gilliat era germà del productor Leslie Gilliat.
Sidney Gilliat va morir en 1994 a Wiltshire, Anglaterra.

## Filmografia

### Guionista
- 1929: Under the Greenwood Tree
- 1930: Lord Richard in the Pantry
- 1930: Bed and Breakfast
- 1931: The Happy Ending
- 1931: A Gentleman of Paris
- 1931: The Ghost Train
- 1932: Lord Babs
- 1932: Jack's the Boy
- 1932: Rome Express
- 1933: Sign Please
- 1933: Post Haste
- 1933: Falling for You
- 1933: Facing the Music
- 1933: Orders Is Orders
- 1933: Friday the Thirteenth
- 1934: Jack Ahoy
- 1934: Chu Chin Chow
- 1934: Mon cœur t'appelle
- 1935: Bulldog Jack
- 1935: King of the Damned
- 1936: Twelve Good Men
- 1936: Seven Sinners
- 1936: Where There's a Will
- 1936: Strangers on Honeymoon
- 1936: The Man Who Changed His Mind
- 1937: Take My Tip
- 1938: A Yank at Oxford
- 1938: Strange Boarders
- 1938: Ask a Policeman
- 1938: The Lady Vanishes
- 1938: The Gaunt Stranger
- 1939: Jamaica Inn
- 1939: Inspector Hornleigh on Holiday
- 1940: They Came by Night
- 1940: Girl in the News
- 1940: Night Train to Munich
- 1941: Kipps
- 1942: Unpublished Story
- 1942: The Young Mr. Pitt
- 1943: Millions Like Us
- 1944: 2,000 Women
- 1945: Waterloo Road
- 1945: The Rake's Progress
- 1946: Green for Danger
- 1946: I See a Dark Stranger
- 1948: London Belongs to Me
- 1950: State Secret
- 1953: The Story of Gilbert and Sullivan
- 1954: The Belles of St. Trinian's
- 1955: Geordie
- 1955: The Constant Husband
- 1956: The Green Man
- 1957: Blue Murder at St. Trinian's
- 1957: Fortune Is a Woman
- 1959: Left Right and Centre
- 1960: The Pure Hell of St. Trinian's
- 1966: The Great St. Trinian's Train Robbery
- 1967: Au théâtre ce soir : Cherchez le corps, Mister Blake (guion junto a Frank Launder)
- 1971: Endless Night
- 1979: The Lady Vanishes (teatro)
- 1982: The Boys in Blue

### Productor
- 1945: The Rake's Progress
- 1946: Green for Danger
- 1946: I See a Dark Stranger
- 1947: Captain Boycott
- 1948: London Belongs to Me
- 1949: The Blue Lagoon
- 1950: The Happiest Days of Your Life
- 1950: State Secret
- 1951: Lady Godiva Rides Again
- 1952: La Minute de vérité
- 1953: Folly to Be Wise
- 1953: The Story of Gilbert and Sullivan
- 1954: The Belles of St. Trinian's
- 1955: Geordie
- 1955: The Constant Husband
- 1956: The Green Man
- 1957: Blue Murder at St. Trinian's
- 1957: Fortune Is a Woman
- 1957: The Smallest Show on Earth
- 1959: Left Right and Centre
- 1959: The Bridal Path
- 1960: The Pure Hell of St. Trinian's
- 1971: Endless Night

### Director
- 1943: Millions Like Us
- 1945: Waterloo Road
- 1945: The Rake's Progress
- 1946: Green for Danger
- 1948: London Belongs to Me
- 1950: State Secret
- 1953: The Story of Gilbert and Sullivan
- 1955: The Constant Husband
- 1957: Fortune Is a Woman
- 1959: Left Right and Centre
- 1962: Only Two Can Play
- 1966: The Great St Trinian's Train Robbery
- 1971: Endless Night

### Actor
- 1945: The Rake's Progress
- 1930: You'd Be Surprised!

### Ajudant de direcció
- 1929: Would You Believe It!

### Sèries de televisió
- 1996: Cinema Europe: The Other Hollywood (guió i direcció)
- 1959: Left Right and Centre

### Presentador
- 1957: Blue Murder at St. Trinian's
- 1957: The Smallest Show on Earth
- 1959: Left Right and Centre
- 1966: The Great St. Trinian's Train Robbery

## Nominacions[calcitació]
- 11a Mostra Internacional de Cinema de Venècia: Lleó d'or per State Secret
- British Academy Film Awards 1956: BAFTA al millor guió per The Constant Husband (amb Val Valentine)
- British Academy Film Awards 1957: BAFTA al millor guió per The Green Man